# Чортків (станція)
Чорткі́в — проміжна залізнична станція Тернопільської дирекції Львівської залізниці на неелектрифікованій лінії Тернопіль — Біла-Чортківська між станціями Вигнанка (7 км) та Біла-Чортківська (6 км). Розташована в місті Чортків Чортківського району Тернопільської області.

## Історія

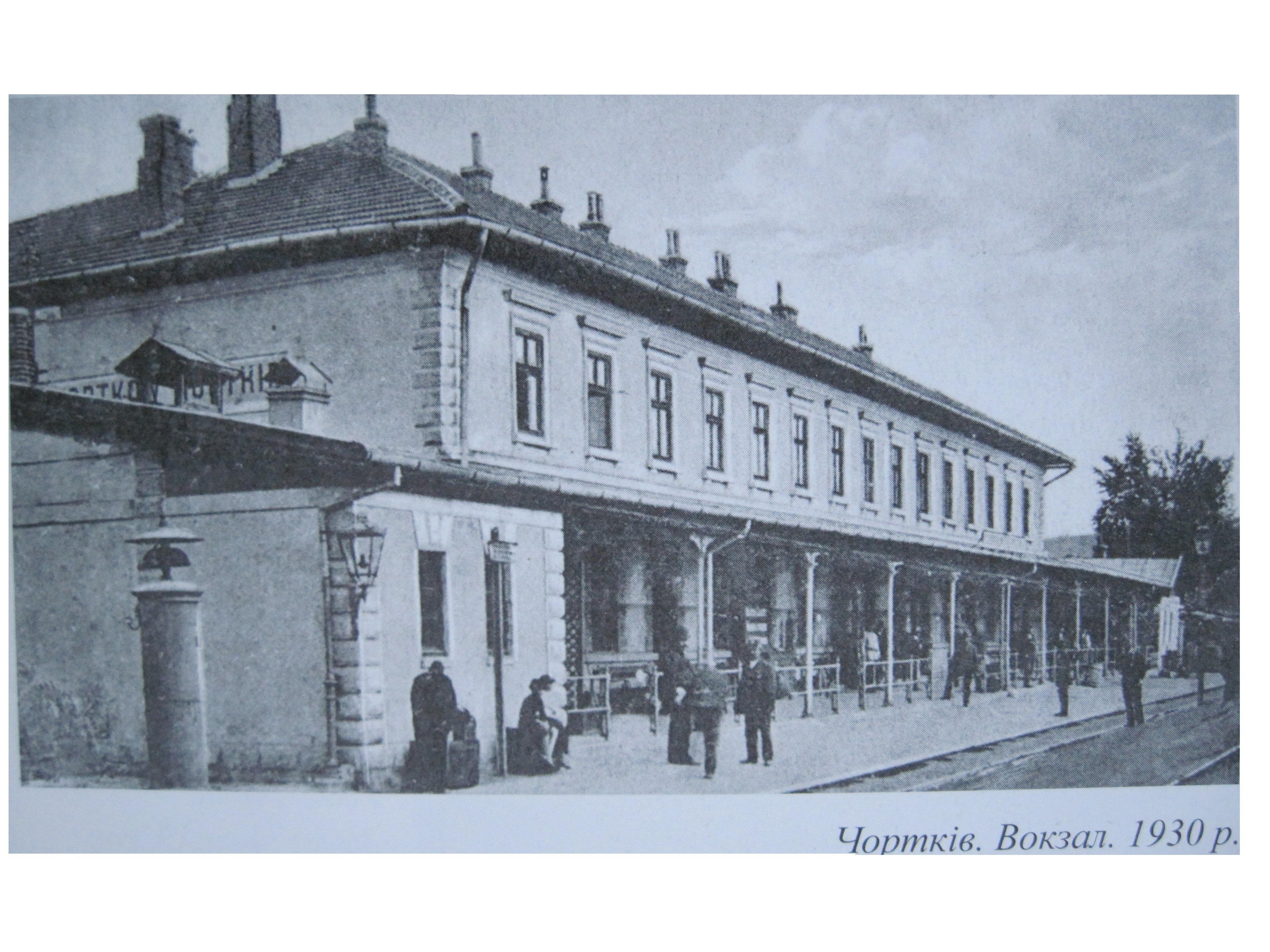
Вокзал станції Чортків (1930)

Будівництво залізниці через Чортків почалось у 1884 році у зв'язку з прокладенням залізниці Гусятин — Станіслав (нині — Івано-Франківськ). Станція відкрита у 1896 році.

## Загальні відомості
На станції обладнано дві платформи, які сполучаються чотирма наземними переходами для посадки та висадки пасажирів. Довжина найдовшої платформи дозволяє прийняти до 14 пасажирських вагонів, в залежності від місця зупинки локомотива. Кількість колій, призначених для стоянки та формування вантажних скла́дів — 8. Поточне утримання споруд та пристроїв колійного господарства у робочому стані здійснює Чортківська дистанція колії.
До станції від Тернополя і до Чернівців веде одноколійний залізничний перегін. Через складність рельєфу регіону усе залізничне сполучення на південь від Тернополя, включаючи і Чортківську дистанцію колії, є неелектрифікованим, тому рух поїздів здійснюється під тепловозною тягою. Всього на дистанції понад 400 штучних споруд, у тому числі 93 мости, із яких 13 дефектних, із них Бучацький тунель, довжина якого понад 250 метрів разом із шляхопровідом. Дистанція колії розташована у складних географічних умовах, де експлуатується 397 кривих. Є ухили і підйоми від 20 до 40 тисячних, у тому числі єдиний в мережі «Укрзалізниці» 40-тисячний підйом на перегоні Чортків — Біла-Чортківська.
Обслуговуванням та ремонтом рухомого складу займається локомотивне оборотне депо Чортків (ТЧ-6).

## Пасажирське сполучення
Через станцію курсує щоденно одна  пара приміських поїздів сполученням Тернопіль — Заліщики.

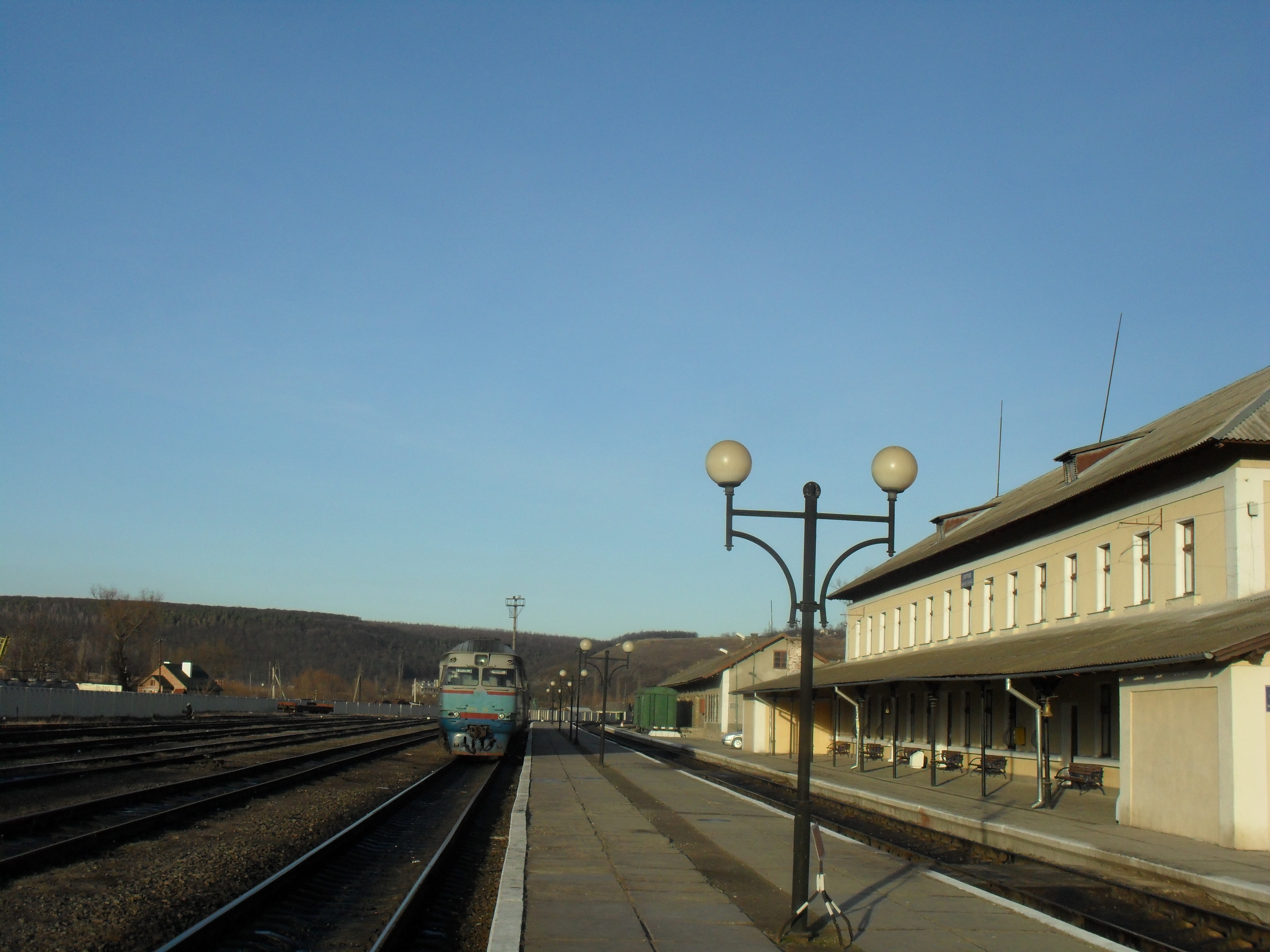
Приміський поїзд сполученням Тернопіль — Заліщики на станції Чортків

Свого часу через станцію курсували приміські поїзди сполученням Гусятин — Бучач, Чортків — Гусятин, а також поїзд Тернопіль — Чортків (скасований у 2015 року).
Всі пасажирські поїзди, що курсують з Тернополя до Чернівців, переважно прямують в обхід через станції Львів, Івано-Франківськ та Коломию.
За часів СРСР, лінією Тернопіль — Чернівці через Чортків курсував лише один пасажирський поїзд сполученням Івано-Франківськ — Козятин, маршрут якого після 1991 року було скорочено до станції Шепетівка.
Починаючи з 2000-х років через станцію Чортків прямували пасажирські поїзди:
- Івано-Франківськ — Харків (з вагоном безпересадкового сполучення Івано-Франківськ — Донецьк);
- Івано-Франківськ — Одеса;
- Чернівці — Одеса;
- Чернівці — Київ;
- Москва — Софія (в складі поїзда курсували вагони безпересадкового сполучення Москва — Бухарест, Москва — Чернівці, Москва — Салоніки, Мінськ — Софія);
- Івано-Франківськ — Шепетівка.

З 2012 року «Укрзалізниця»  змінила маршрути руху поїздів: Одеса — Чернівці та Москва — Софія через станцію Львів. Також були скасовані поїзди сполученням Івано-Франківськ — Шепетівка, Івано-Франківськ — Харків. 
7 червня 2014 року змінено маршрут руху поїзда  № 118/117 «Буковина» сполученням Чернівці — Київ через станції Ларгу, Кам'янець-Подільський (поїзд прямував транзитом через територію Молдови). З 30 вересня по 18 жовтня 2021 року тимчасово курсував через станцію Чортків, у зв'язку карстовим провалом на залізниці біля станції Мамалига (з 19 жовтня 2021 року поїзд скасований).
З 12 грудня 2021 року через станцію курсує нічний швидкий поїзд № 57/58 сполученням Київ — Ясіня, згодом маршрут руху поїзда подовжено до станції Ворохта.
З 10 жовтня 2022 року через станцію курсує регіональний поїзд № 801/802 «Дністровський експрес» сполученням Львів — Чернівці, маршрут якого пролягає через станції Підзамче, Злочів, Тернопіль, Теребовля, Заліщики, Кіцмань тощо.
| Рух поїздів по станції Чортків              |                         |                              | |
| №                                           | Назва поїзда            | Маршрут сполучення           | Примітки |
| Далеке сполучення                           |                         |                              | |
| 057/058                                     | Київ — Ворохта          | «Гуцульщина»                 | До 11 грудня 2021 року курсував під № 357/358 сполученням Київ — Рахів. |
| 801/802                                     | «Дністровський експрес» | Львів — Чернівці             | Призначений з 10 жовтня 2022 року та прямує через станції Підзамче, Золочів, Тернопіль, Теребовля, Заліщики, Кіцмань |
| 274/273                                     |                         | Одеса — Чернівці             | Сезонний, за вказівкою |
| Приміське сполучення                        |                         |                              | |
| 6270/6277                                   |                         | Тернопіль — Заліщики         | Щоденно (до 18 березня 2020 року курсували дві пари поїздів). |
| Раніше курсували поїзди далекого сполучення |                         |                              | |
| 059/060                                     | «Болгарія-експрес»      | Москва — Софія               | Перед скасуванням було змінено маршрут руху через станції Львів, Івано-Франківськ |
| 117/118                                     | «Буковина»              | Чернівці — Київ              | до 2012 року курсував під № 627/628. З 7 червня 2014 року змінено маршрут руху через станцію Ларгу. Через карстовий провал біля станції Мамалига, з 30 вересня по 18 жовтня 2021 року курсував через станцію Чортків (наразі поїзд скасований). |
| 135/136                                     | «Чорномор»              | Одеса — Чернівці             | Був призначений у зв'язку із ремонтними роботами. Раніше курсував через станцію під № 352/351. Пізніше змінено маршрут руху через станцію Львів.                                                                                                |
| 335/336                                     |                         | Івано-Франківськ — Одеса     | Скасований через нерентабельність. |
| 349/350                                     |                         | Івано-Франківськ — Харків    | Маршрут руху поїзда був скорочений до станції Тернопіль (в складі поїзда курсував вагон безпересадкового сполучення до станції Донецьк). |
| 675/676                                     |                         | Івано-Франківськ — Шепетівка | Скасований у 2012 році через нерентабельність. |